# Маленькое белое здание школы
Маленькое белое здание школы (Little White Schoolhouse) или Место рождения Республиканской партии — здание школы в городке Рипон, штат Висконсин. В здании школы в 1854 году было объявлено о создании Республиканской партии США. Национальный исторический памятник США.

## История
Здание было построено в 1853 году как школа для молодого города Рипон, основанного четырьмя годами ранее, в ходе кампании Алвана Бовэя по распространению обучения. Бовей использовал свою роль в создании школы для дальнейшего проявления себя в политике, в результате став основателем Республиканской партии, о создании которой было заявлено на встрече в этой школе 20 марта 1854 год.
Вскоре здание стало мало для школы растущего города, и для размещения школы было построено большое кирпичное здание, а бывшее здание школы было продано губернатору штата Висконсин Джорджу Пеку под личный дом.
К началу XX века здание пришло в упадок и его планировали снести, но из-за исторической значимости было принято решено его сохранить. Здание было отреставрировано и перевезено на территорию кампуса местного колледжа, а в 1951 году установлено на месте где находится по сей день.
В 1974 году здание было включено в Национальный реестр исторических мест США. 
В 2005-2007 году здание было реконструировано. В здании функционирует музей.